# Aggiramento (scacchi)
L'aggiramento è una manovra scacchistica caratteristica dei finali con cui uno dei due Re aggira quello avversario per bloccargli la strada o guadagnare l'opposizione. Si verifica principalmente nei finali di pedoni e in quelli di torre contro uno o più pedoni.

## Esempi tratti da finali di pedoni
|   | a                                                                             | b                                                                             | c                                                                             | d                                                                             | e                                                                             | f                                                                             | g                                                                             | h                                                                             |   |
| 8 | h8 re del bianco · h6 re del nero · a3 pedone del nero · a2 pedone del bianco | h8 re del bianco · h6 re del nero · a3 pedone del nero · a2 pedone del bianco | h8 re del bianco · h6 re del nero · a3 pedone del nero · a2 pedone del bianco | h8 re del bianco · h6 re del nero · a3 pedone del nero · a2 pedone del bianco | h8 re del bianco · h6 re del nero · a3 pedone del nero · a2 pedone del bianco | h8 re del bianco · h6 re del nero · a3 pedone del nero · a2 pedone del bianco | h8 re del bianco · h6 re del nero · a3 pedone del nero · a2 pedone del bianco | h8 re del bianco · h6 re del nero · a3 pedone del nero · a2 pedone del bianco | 8 |
| 7 | h8 re del bianco · h6 re del nero · a3 pedone del nero · a2 pedone del bianco | h8 re del bianco · h6 re del nero · a3 pedone del nero · a2 pedone del bianco | h8 re del bianco · h6 re del nero · a3 pedone del nero · a2 pedone del bianco | h8 re del bianco · h6 re del nero · a3 pedone del nero · a2 pedone del bianco | h8 re del bianco · h6 re del nero · a3 pedone del nero · a2 pedone del bianco | h8 re del bianco · h6 re del nero · a3 pedone del nero · a2 pedone del bianco | h8 re del bianco · h6 re del nero · a3 pedone del nero · a2 pedone del bianco | h8 re del bianco · h6 re del nero · a3 pedone del nero · a2 pedone del bianco | 7 |
| 6 | h8 re del bianco · h6 re del nero · a3 pedone del nero · a2 pedone del bianco | h8 re del bianco · h6 re del nero · a3 pedone del nero · a2 pedone del bianco | h8 re del bianco · h6 re del nero · a3 pedone del nero · a2 pedone del bianco | h8 re del bianco · h6 re del nero · a3 pedone del nero · a2 pedone del bianco | h8 re del bianco · h6 re del nero · a3 pedone del nero · a2 pedone del bianco | h8 re del bianco · h6 re del nero · a3 pedone del nero · a2 pedone del bianco | h8 re del bianco · h6 re del nero · a3 pedone del nero · a2 pedone del bianco | h8 re del bianco · h6 re del nero · a3 pedone del nero · a2 pedone del bianco | 6 |
| 5 | h8 re del bianco · h6 re del nero · a3 pedone del nero · a2 pedone del bianco | h8 re del bianco · h6 re del nero · a3 pedone del nero · a2 pedone del bianco | h8 re del bianco · h6 re del nero · a3 pedone del nero · a2 pedone del bianco | h8 re del bianco · h6 re del nero · a3 pedone del nero · a2 pedone del bianco | h8 re del bianco · h6 re del nero · a3 pedone del nero · a2 pedone del bianco | h8 re del bianco · h6 re del nero · a3 pedone del nero · a2 pedone del bianco | h8 re del bianco · h6 re del nero · a3 pedone del nero · a2 pedone del bianco | h8 re del bianco · h6 re del nero · a3 pedone del nero · a2 pedone del bianco | 5 |
| 4 | h8 re del bianco · h6 re del nero · a3 pedone del nero · a2 pedone del bianco | h8 re del bianco · h6 re del nero · a3 pedone del nero · a2 pedone del bianco | h8 re del bianco · h6 re del nero · a3 pedone del nero · a2 pedone del bianco | h8 re del bianco · h6 re del nero · a3 pedone del nero · a2 pedone del bianco | h8 re del bianco · h6 re del nero · a3 pedone del nero · a2 pedone del bianco | h8 re del bianco · h6 re del nero · a3 pedone del nero · a2 pedone del bianco | h8 re del bianco · h6 re del nero · a3 pedone del nero · a2 pedone del bianco | h8 re del bianco · h6 re del nero · a3 pedone del nero · a2 pedone del bianco | 4 |
| 3 | h8 re del bianco · h6 re del nero · a3 pedone del nero · a2 pedone del bianco | h8 re del bianco · h6 re del nero · a3 pedone del nero · a2 pedone del bianco | h8 re del bianco · h6 re del nero · a3 pedone del nero · a2 pedone del bianco | h8 re del bianco · h6 re del nero · a3 pedone del nero · a2 pedone del bianco | h8 re del bianco · h6 re del nero · a3 pedone del nero · a2 pedone del bianco | h8 re del bianco · h6 re del nero · a3 pedone del nero · a2 pedone del bianco | h8 re del bianco · h6 re del nero · a3 pedone del nero · a2 pedone del bianco | h8 re del bianco · h6 re del nero · a3 pedone del nero · a2 pedone del bianco | 3 |
| 2 | h8 re del bianco · h6 re del nero · a3 pedone del nero · a2 pedone del bianco | h8 re del bianco · h6 re del nero · a3 pedone del nero · a2 pedone del bianco | h8 re del bianco · h6 re del nero · a3 pedone del nero · a2 pedone del bianco | h8 re del bianco · h6 re del nero · a3 pedone del nero · a2 pedone del bianco | h8 re del bianco · h6 re del nero · a3 pedone del nero · a2 pedone del bianco | h8 re del bianco · h6 re del nero · a3 pedone del nero · a2 pedone del bianco | h8 re del bianco · h6 re del nero · a3 pedone del nero · a2 pedone del bianco | h8 re del bianco · h6 re del nero · a3 pedone del nero · a2 pedone del bianco | 2 |
| 1 | h8 re del bianco · h6 re del nero · a3 pedone del nero · a2 pedone del bianco | h8 re del bianco · h6 re del nero · a3 pedone del nero · a2 pedone del bianco | h8 re del bianco · h6 re del nero · a3 pedone del nero · a2 pedone del bianco | h8 re del bianco · h6 re del nero · a3 pedone del nero · a2 pedone del bianco | h8 re del bianco · h6 re del nero · a3 pedone del nero · a2 pedone del bianco | h8 re del bianco · h6 re del nero · a3 pedone del nero · a2 pedone del bianco | h8 re del bianco · h6 re del nero · a3 pedone del nero · a2 pedone del bianco | h8 re del bianco · h6 re del nero · a3 pedone del nero · a2 pedone del bianco | 1 |
|   | a                                                                             | b                                                                             | c                                                                             | d                                                                             | e                                                                             | f                                                                             | g                                                                             | h                                                                             |   |

In questa posizione il bianco sembra spacciato dopo 1.Rg8 Rg6 perché se 2.Rf8? Rf6 3.Rg8 Re5 4.Rf7 Rd4 5.Re6 Rc3 6.Rd5 Rb2 7.Rc4 Rxa2 8.Rc3 Rb1 9.Rb3 a2 il nero promuove, ma si salva grazie a 2.Rh8!! Rf6 (o 2… Rf5; se invece il Re si allontana dal pedone con 2… Rh6, la partita finisce patta per ripetizione della posizione) 3.Rh7! Re5 4.Rg6 Rd4 5.Rf5 Rc3 6.Re4 Rb2 7.Rd3 Rxa2 8.Rc2, e il Re nero è bloccato.
|   | a                                                                             | b                                                                             | c                                                                             | d                                                                             | e                                                                             | f                                                                             | g                                                                             | h                                                                             |   |
| 8 | b7 pedone del nero · b6 pedone del bianco · h4 re del bianco · b1 re del nero | b7 pedone del nero · b6 pedone del bianco · h4 re del bianco · b1 re del nero | b7 pedone del nero · b6 pedone del bianco · h4 re del bianco · b1 re del nero | b7 pedone del nero · b6 pedone del bianco · h4 re del bianco · b1 re del nero | b7 pedone del nero · b6 pedone del bianco · h4 re del bianco · b1 re del nero | b7 pedone del nero · b6 pedone del bianco · h4 re del bianco · b1 re del nero | b7 pedone del nero · b6 pedone del bianco · h4 re del bianco · b1 re del nero | b7 pedone del nero · b6 pedone del bianco · h4 re del bianco · b1 re del nero | 8 |
| 7 | b7 pedone del nero · b6 pedone del bianco · h4 re del bianco · b1 re del nero | b7 pedone del nero · b6 pedone del bianco · h4 re del bianco · b1 re del nero | b7 pedone del nero · b6 pedone del bianco · h4 re del bianco · b1 re del nero | b7 pedone del nero · b6 pedone del bianco · h4 re del bianco · b1 re del nero | b7 pedone del nero · b6 pedone del bianco · h4 re del bianco · b1 re del nero | b7 pedone del nero · b6 pedone del bianco · h4 re del bianco · b1 re del nero | b7 pedone del nero · b6 pedone del bianco · h4 re del bianco · b1 re del nero | b7 pedone del nero · b6 pedone del bianco · h4 re del bianco · b1 re del nero | 7 |
| 6 | b7 pedone del nero · b6 pedone del bianco · h4 re del bianco · b1 re del nero | b7 pedone del nero · b6 pedone del bianco · h4 re del bianco · b1 re del nero | b7 pedone del nero · b6 pedone del bianco · h4 re del bianco · b1 re del nero | b7 pedone del nero · b6 pedone del bianco · h4 re del bianco · b1 re del nero | b7 pedone del nero · b6 pedone del bianco · h4 re del bianco · b1 re del nero | b7 pedone del nero · b6 pedone del bianco · h4 re del bianco · b1 re del nero | b7 pedone del nero · b6 pedone del bianco · h4 re del bianco · b1 re del nero | b7 pedone del nero · b6 pedone del bianco · h4 re del bianco · b1 re del nero | 6 |
| 5 | b7 pedone del nero · b6 pedone del bianco · h4 re del bianco · b1 re del nero | b7 pedone del nero · b6 pedone del bianco · h4 re del bianco · b1 re del nero | b7 pedone del nero · b6 pedone del bianco · h4 re del bianco · b1 re del nero | b7 pedone del nero · b6 pedone del bianco · h4 re del bianco · b1 re del nero | b7 pedone del nero · b6 pedone del bianco · h4 re del bianco · b1 re del nero | b7 pedone del nero · b6 pedone del bianco · h4 re del bianco · b1 re del nero | b7 pedone del nero · b6 pedone del bianco · h4 re del bianco · b1 re del nero | b7 pedone del nero · b6 pedone del bianco · h4 re del bianco · b1 re del nero | 5 |
| 4 | b7 pedone del nero · b6 pedone del bianco · h4 re del bianco · b1 re del nero | b7 pedone del nero · b6 pedone del bianco · h4 re del bianco · b1 re del nero | b7 pedone del nero · b6 pedone del bianco · h4 re del bianco · b1 re del nero | b7 pedone del nero · b6 pedone del bianco · h4 re del bianco · b1 re del nero | b7 pedone del nero · b6 pedone del bianco · h4 re del bianco · b1 re del nero | b7 pedone del nero · b6 pedone del bianco · h4 re del bianco · b1 re del nero | b7 pedone del nero · b6 pedone del bianco · h4 re del bianco · b1 re del nero | b7 pedone del nero · b6 pedone del bianco · h4 re del bianco · b1 re del nero | 4 |
| 3 | b7 pedone del nero · b6 pedone del bianco · h4 re del bianco · b1 re del nero | b7 pedone del nero · b6 pedone del bianco · h4 re del bianco · b1 re del nero | b7 pedone del nero · b6 pedone del bianco · h4 re del bianco · b1 re del nero | b7 pedone del nero · b6 pedone del bianco · h4 re del bianco · b1 re del nero | b7 pedone del nero · b6 pedone del bianco · h4 re del bianco · b1 re del nero | b7 pedone del nero · b6 pedone del bianco · h4 re del bianco · b1 re del nero | b7 pedone del nero · b6 pedone del bianco · h4 re del bianco · b1 re del nero | b7 pedone del nero · b6 pedone del bianco · h4 re del bianco · b1 re del nero | 3 |
| 2 | b7 pedone del nero · b6 pedone del bianco · h4 re del bianco · b1 re del nero | b7 pedone del nero · b6 pedone del bianco · h4 re del bianco · b1 re del nero | b7 pedone del nero · b6 pedone del bianco · h4 re del bianco · b1 re del nero | b7 pedone del nero · b6 pedone del bianco · h4 re del bianco · b1 re del nero | b7 pedone del nero · b6 pedone del bianco · h4 re del bianco · b1 re del nero | b7 pedone del nero · b6 pedone del bianco · h4 re del bianco · b1 re del nero | b7 pedone del nero · b6 pedone del bianco · h4 re del bianco · b1 re del nero | b7 pedone del nero · b6 pedone del bianco · h4 re del bianco · b1 re del nero | 2 |
| 1 | b7 pedone del nero · b6 pedone del bianco · h4 re del bianco · b1 re del nero | b7 pedone del nero · b6 pedone del bianco · h4 re del bianco · b1 re del nero | b7 pedone del nero · b6 pedone del bianco · h4 re del bianco · b1 re del nero | b7 pedone del nero · b6 pedone del bianco · h4 re del bianco · b1 re del nero | b7 pedone del nero · b6 pedone del bianco · h4 re del bianco · b1 re del nero | b7 pedone del nero · b6 pedone del bianco · h4 re del bianco · b1 re del nero | b7 pedone del nero · b6 pedone del bianco · h4 re del bianco · b1 re del nero | b7 pedone del nero · b6 pedone del bianco · h4 re del bianco · b1 re del nero | 1 |
|   | a                                                                             | b                                                                             | c                                                                             | d                                                                             | e                                                                             | f                                                                             | g                                                                             | h                                                                             |   |

Anche qui la posizione del bianco appare senza speranza perché il suo pedone sembra destinato a cadere: se 1.Rg5? Rc2 2.Rf6 Rd3 3.Re7 Rc4 4.Rd7 Rb5 5.Rc7 Ra6 il Bianco è in Zugzwang e perde, mentre se 1.Rg4? Rc2 2.Rf3 Rd3 3.Rf4 Rd4 4.Rf5 Rc5 e vince.
Il bianco si salva solo con la manovra di aggiramento 1.Rg3! Rc2 2.Rf2 Rd2 3.Rf1! Rd3 4.Re1! Rc4 5.Rd2 Rb5 6.Rc3 Rxb6 7.Rb4, e il bianco patta avendo guadagnato l'opposizione.

## Aggiramento in un finale di Torre
Un tipo di finale frequente è quello che vede di fronte una torre contro uno o più pedoni. Qui, per vincere, il bianco deve effettuare una manovra di aggiramento con il Re per accorrere in aiuto della Torre e vincere:
|   | a                                                                            | b                                                                            | c                                                                            | d                                                                            | e                                                                            | f                                                                            | g                                                                            | h                                                                            |   |
| 8 | d7 re del bianco · b4 pedone del nero · d4 re del nero · h1 torre del bianco | d7 re del bianco · b4 pedone del nero · d4 re del nero · h1 torre del bianco | d7 re del bianco · b4 pedone del nero · d4 re del nero · h1 torre del bianco | d7 re del bianco · b4 pedone del nero · d4 re del nero · h1 torre del bianco | d7 re del bianco · b4 pedone del nero · d4 re del nero · h1 torre del bianco | d7 re del bianco · b4 pedone del nero · d4 re del nero · h1 torre del bianco | d7 re del bianco · b4 pedone del nero · d4 re del nero · h1 torre del bianco | d7 re del bianco · b4 pedone del nero · d4 re del nero · h1 torre del bianco | 8 |
| 7 | d7 re del bianco · b4 pedone del nero · d4 re del nero · h1 torre del bianco | d7 re del bianco · b4 pedone del nero · d4 re del nero · h1 torre del bianco | d7 re del bianco · b4 pedone del nero · d4 re del nero · h1 torre del bianco | d7 re del bianco · b4 pedone del nero · d4 re del nero · h1 torre del bianco | d7 re del bianco · b4 pedone del nero · d4 re del nero · h1 torre del bianco | d7 re del bianco · b4 pedone del nero · d4 re del nero · h1 torre del bianco | d7 re del bianco · b4 pedone del nero · d4 re del nero · h1 torre del bianco | d7 re del bianco · b4 pedone del nero · d4 re del nero · h1 torre del bianco | 7 |
| 6 | d7 re del bianco · b4 pedone del nero · d4 re del nero · h1 torre del bianco | d7 re del bianco · b4 pedone del nero · d4 re del nero · h1 torre del bianco | d7 re del bianco · b4 pedone del nero · d4 re del nero · h1 torre del bianco | d7 re del bianco · b4 pedone del nero · d4 re del nero · h1 torre del bianco | d7 re del bianco · b4 pedone del nero · d4 re del nero · h1 torre del bianco | d7 re del bianco · b4 pedone del nero · d4 re del nero · h1 torre del bianco | d7 re del bianco · b4 pedone del nero · d4 re del nero · h1 torre del bianco | d7 re del bianco · b4 pedone del nero · d4 re del nero · h1 torre del bianco | 6 |
| 5 | d7 re del bianco · b4 pedone del nero · d4 re del nero · h1 torre del bianco | d7 re del bianco · b4 pedone del nero · d4 re del nero · h1 torre del bianco | d7 re del bianco · b4 pedone del nero · d4 re del nero · h1 torre del bianco | d7 re del bianco · b4 pedone del nero · d4 re del nero · h1 torre del bianco | d7 re del bianco · b4 pedone del nero · d4 re del nero · h1 torre del bianco | d7 re del bianco · b4 pedone del nero · d4 re del nero · h1 torre del bianco | d7 re del bianco · b4 pedone del nero · d4 re del nero · h1 torre del bianco | d7 re del bianco · b4 pedone del nero · d4 re del nero · h1 torre del bianco | 5 |
| 4 | d7 re del bianco · b4 pedone del nero · d4 re del nero · h1 torre del bianco | d7 re del bianco · b4 pedone del nero · d4 re del nero · h1 torre del bianco | d7 re del bianco · b4 pedone del nero · d4 re del nero · h1 torre del bianco | d7 re del bianco · b4 pedone del nero · d4 re del nero · h1 torre del bianco | d7 re del bianco · b4 pedone del nero · d4 re del nero · h1 torre del bianco | d7 re del bianco · b4 pedone del nero · d4 re del nero · h1 torre del bianco | d7 re del bianco · b4 pedone del nero · d4 re del nero · h1 torre del bianco | d7 re del bianco · b4 pedone del nero · d4 re del nero · h1 torre del bianco | 4 |
| 3 | d7 re del bianco · b4 pedone del nero · d4 re del nero · h1 torre del bianco | d7 re del bianco · b4 pedone del nero · d4 re del nero · h1 torre del bianco | d7 re del bianco · b4 pedone del nero · d4 re del nero · h1 torre del bianco | d7 re del bianco · b4 pedone del nero · d4 re del nero · h1 torre del bianco | d7 re del bianco · b4 pedone del nero · d4 re del nero · h1 torre del bianco | d7 re del bianco · b4 pedone del nero · d4 re del nero · h1 torre del bianco | d7 re del bianco · b4 pedone del nero · d4 re del nero · h1 torre del bianco | d7 re del bianco · b4 pedone del nero · d4 re del nero · h1 torre del bianco | 3 |
| 2 | d7 re del bianco · b4 pedone del nero · d4 re del nero · h1 torre del bianco | d7 re del bianco · b4 pedone del nero · d4 re del nero · h1 torre del bianco | d7 re del bianco · b4 pedone del nero · d4 re del nero · h1 torre del bianco | d7 re del bianco · b4 pedone del nero · d4 re del nero · h1 torre del bianco | d7 re del bianco · b4 pedone del nero · d4 re del nero · h1 torre del bianco | d7 re del bianco · b4 pedone del nero · d4 re del nero · h1 torre del bianco | d7 re del bianco · b4 pedone del nero · d4 re del nero · h1 torre del bianco | d7 re del bianco · b4 pedone del nero · d4 re del nero · h1 torre del bianco | 2 |
| 1 | d7 re del bianco · b4 pedone del nero · d4 re del nero · h1 torre del bianco | d7 re del bianco · b4 pedone del nero · d4 re del nero · h1 torre del bianco | d7 re del bianco · b4 pedone del nero · d4 re del nero · h1 torre del bianco | d7 re del bianco · b4 pedone del nero · d4 re del nero · h1 torre del bianco | d7 re del bianco · b4 pedone del nero · d4 re del nero · h1 torre del bianco | d7 re del bianco · b4 pedone del nero · d4 re del nero · h1 torre del bianco | d7 re del bianco · b4 pedone del nero · d4 re del nero · h1 torre del bianco | d7 re del bianco · b4 pedone del nero · d4 re del nero · h1 torre del bianco | 1 |
|   | a                                                                            | b                                                                            | c                                                                            | d                                                                            | e                                                                            | f                                                                            | g                                                                            | h                                                                            |   |

Il bianco vince aggirando il pedone con il Re dal lato sinistro: 1. Rc6! b3 (oppure Rc4 2. Rb6 con lo stesso esito) 2. Rb5 Rc3 3. Ra4 b2 4. Ra3 e il bianco vince.